# Carlo Biado
Carlo Biado (La Unión, 31 de outubro de 1983) é um jogador profissional de bilhar filipino.

## Primeiros anos
Biado é originário da província de La Unión. Ele começou a jogar bilhar aos treze anos e trabalhou como caddie no campo de golfe da Base Aérea de Villamor enquanto ainda era estudante. Depois do trabalho, ele jogava bilhar à noite. Ele deixou de frequentar o ensino médio quando estava no primeiro ano e o esporte serviu como um meio de subsistência. Ele ganhou dinheiro com apostas no local de bilhar que ele ajudava a gerenciar.

## Carreira
Em 2015, Biado chegou à final do Campeonato Mundial de Ten-ball da WPA, derrotando David Alcaide e Nikos Ekonomopoulos nas eliminatórias. Biado acabaria perdendo a final para o japonês Ko Pin-yi, por 9-11.
Em 2017, Biado derrotou Jayson Shaw, do Reino Unido, por 11-7, vencendo o evento masculino de 9 bolas dos Jogos Mundiais de 2017.
Também em 2017, Biado derrotou o compatriota Roland Garcia por 13–5, vencendo o Campeonato Mundial de Nove Bolas da WPA 2017. No ano seguinte, Biado também chegaria à final do evento de 2018, no entanto, perderia de 10-13 para Joshua Filler.
Biado chegou à final do WPA Players Championship de 2019, perdendo para Kevin Cheng por 12-11.